# Lovaň
Lovaň (nizozemsky Leuven, francouzsky Louvain, německy Löwen, valonsky Lovin, česky dříve též Levna či Luváň) je belgické univerzitní město. Je správním centrem provincie Vlámský Brabant ve Vlámském regionu. Žije zde přibližně 101 tisíc obyvatel.
Lovaň je sídlo Katolické univerzity, nejstarší univerzity v Belgii, založené roku 1425.
Kvůli sporům mezi vlámským a frankofonním obyvatelstvem byla univerzita roku 1968 rozdělena na vlámskou větev (Katholieke Universiteit Leuven, KUL), která zůstala v Lovani, a frankofonní větev (Université catholique de Louvain, UCL), která byla zřízena ve městě Louvain-la-Neuve, jež bylo založeno při té příležitosti v provincii Valonský Brabant.

## Historie
První zmínka o Lovani (pod názvem Loven) pochází z roku 891, kdy východofranský král a římský císař Arnulf porazil vikinské vojsko.
Podle legendy tuto událost připomínají barvy města – dva červené pruhy s bílým uprostřed mají znázorňovat zakrvácené břehy řeky Dijle po bitvě.
Město mělo výhodnou polohu na řece Dijle v blízkosti pevnosti brabantských vévodů a v průběhu 11.–14. stol. se stalo nejdůležitějším obchodním centrem vévodství.
Tehdejší význam města coby centra soukenictví dokládá lovaňské lněné plátno, které je v textech z konce 14. stol. a z 15. stol. označováno jako lewyn (psáno také Leuwyn, Levyne, Lewan(e), Lovanium, Louvain).

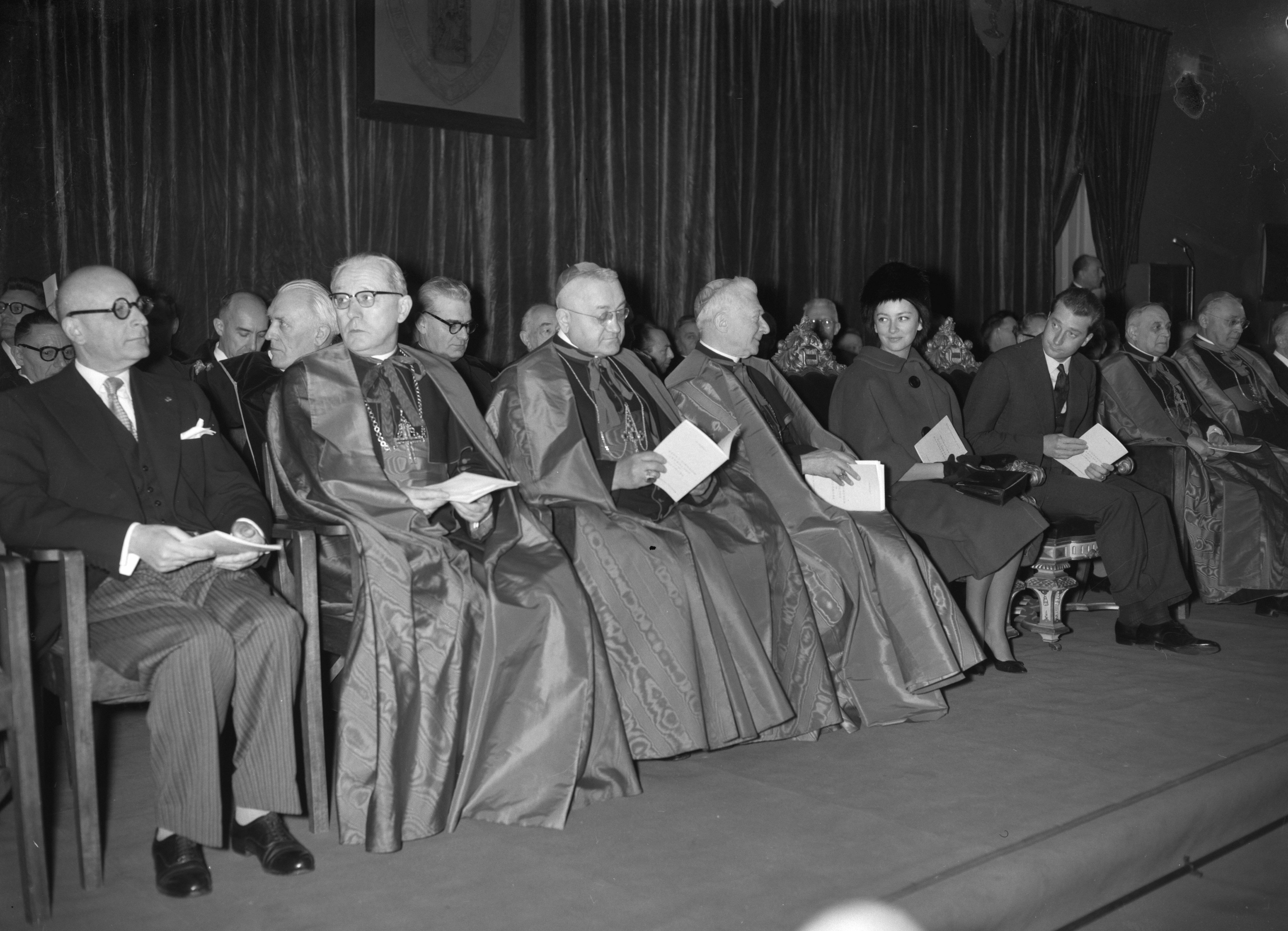
Udělování čestných doktorátů univerzitou v Lovani, zleva kardinál Alfrink, kardinál Roberto, kardinál Liénart, Paola Belgická, Albert II. Belgický (únor 1961)

V 15. století začalo další zlaté období lovaňských dějin, a to zejména díky založení Katolické univerzity v Lovani (K.U.Leuven) roku 1425. Tato univerzita je nejstarší univerzitou na historickém území Nizozemí.
V 18. století význam Lovaně vzrostl díky prosperujícímu pivovaru, ze kterého později vznikla největší pivovarnická společnost na světě Interbrew, nedávno přejmenovaná na InBev.
Pivovar Stella Artois, který patří InBevu, a hlavní kanceláře této společnosti se nacházejí v severovýchodní části města mezi železničním nádražím a kanálem do Mechelenu.
Během obou světových válek město utrpělo výrazné škody, mimo jiné byla dvakrát zničena univerzitní knihovna. Při jejím požáru v první světové válce v červenci 1914 zde mezi 300 000 knihami a rukopisy shořel i nejstarší známý český překlad Bible, Bible leskovecko-drážďanská. Po válce knihovna prošla kompletní rekonstrukcí, která byla financována z amerického dobročinného fondu a německých válečných reparací. Během druhé světové války byla budova zničena požárem, a proto musela být opět podrobena rekonstrukci.
V Lovani je od r. 1937 umístěn Husserlův archiv (součást filosofického ústavu univerzity), v němž je uložena rozsáhlá písemná pozůstalost německého filosofa Edmunda Husserla.

## Turistické cíle
- Velká bekináž (Groot Begijnhof) ze třináctého století, od roku 1998 na seznamu kulturních památek UNESCO
- Radnice, postavená v letech 1439–1463 ve stylu brabantské pozdní gotiky
- Kostel sv. Petra (1425–1500)
- Kostel sv. Michala
- Univerzitní knihovna, dílo amerického architekta Whitneyho Warrena

## Osobnosti města
- Adeliza z Lovaně (asi 1103–1151), anglická královna jako manželka Jindřicha I.
- Jan I. Brabantský (1253–1294), vévoda brabantský a limburský, a básník
- Marie Brabantská (1254–1321), francouzská královna jako manželka Filipa III.
- Quentin Massys (1466–1530), malíř
- Antonius Divitis (1475–1526), renesanční hudební skladatel
- Eleonora Habsburská (1498–1558), portugalská královna jako manželka Manuela I. a francouzská jako manželka Františka I.
- Petrus van der Aa (1530–1594), právník
- Rumold Mercator (1545–1599), kartograf
- Adriaan van Roomen (1561–1615), matematik
- Charles Auguste de Bériot (1802–1870), houslista a hudební skladatel
- Émile van Arenbergh (1854–1934), básník
- Mark Eyskens (* 1933), křesťanskodemokratický politik
- Roland Liboton (* 1957), cyklokrosař
- Heidi Rakelsová (* 1968), judistka
- Saskia De Coster (* 1976), spisovatelka, scenáristka a redaktorka
- Kim Gevaertová (* 1978), atletka, běžkyně na krátké sprinty
- Dries Mertens (* 1987), fotbalový záložník
- Selah Sue (* 1989), zpěvačka a skladatelka
- Laura Groeseneken (* 1990), zpěvačka
- Dennis Praet (* 1994), fotbalový záložník
- Elise Mertensová (* 1995), tenistka

## Partnerská města
- Krakov, Polsko
- Lüdenscheid, Německo
- Rennes, Francie
- 's-Hertogenbosch, Nizozemsko

## Fotogalerie

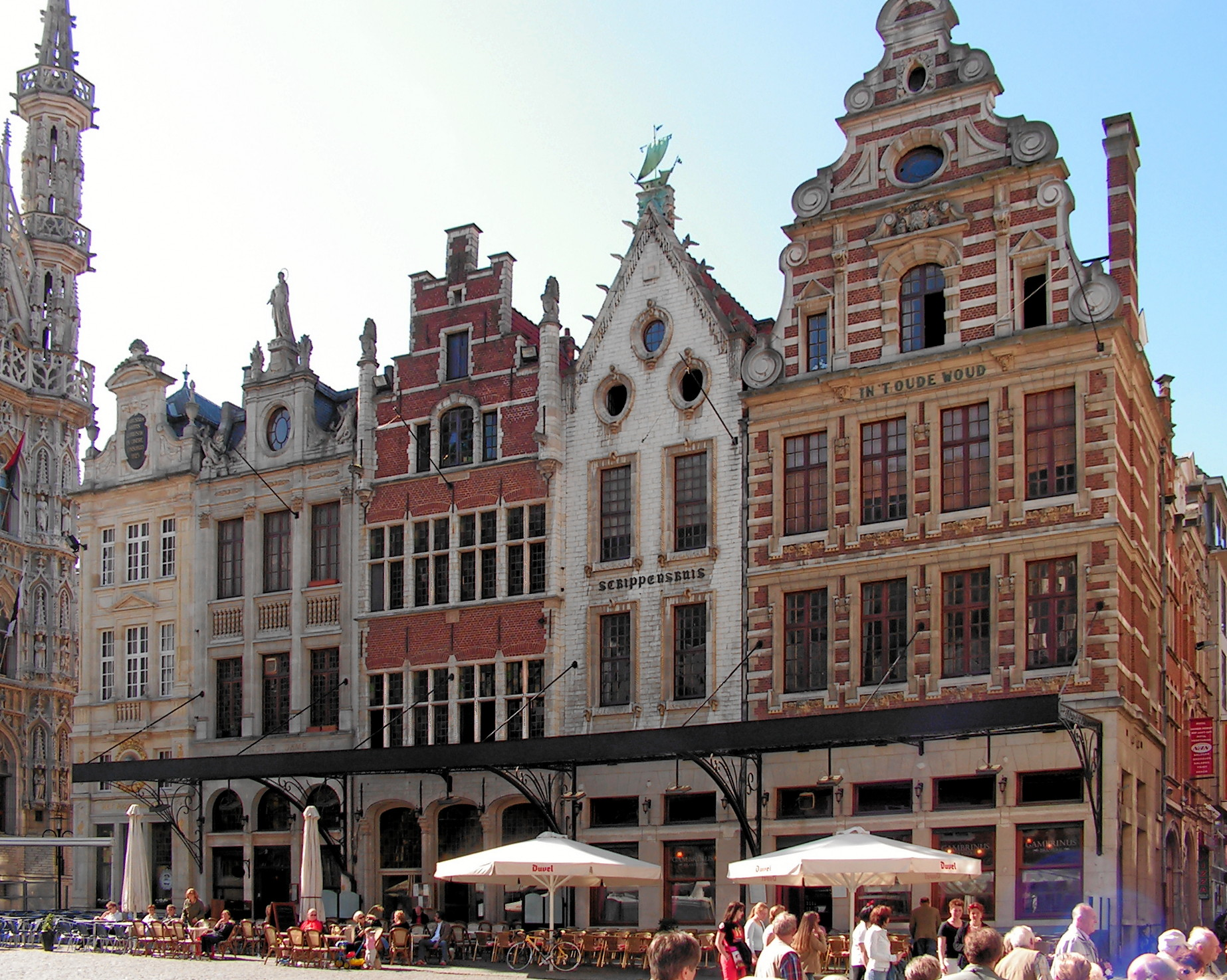
Náměstí Grote Markt
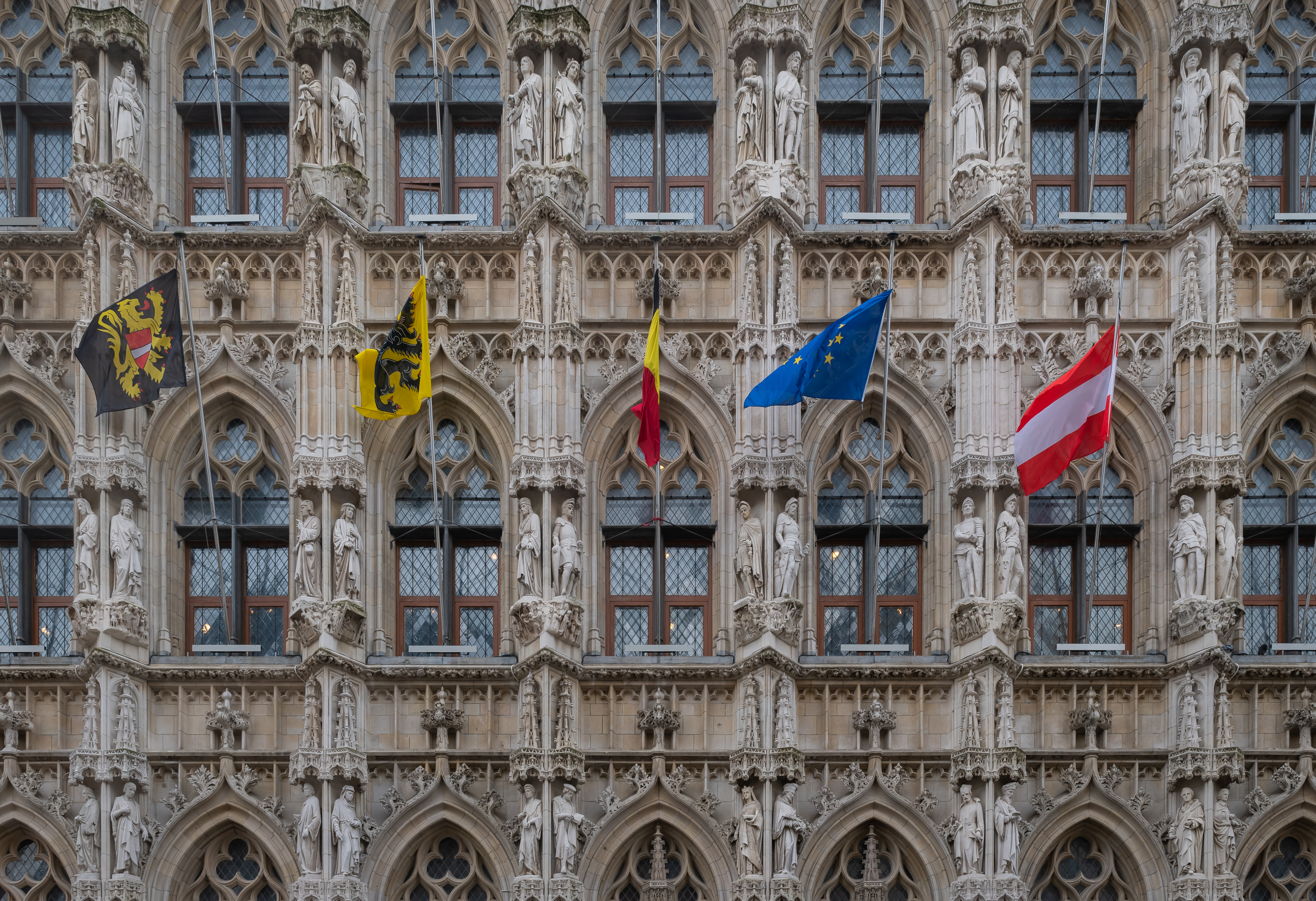
Lovaňská radnice
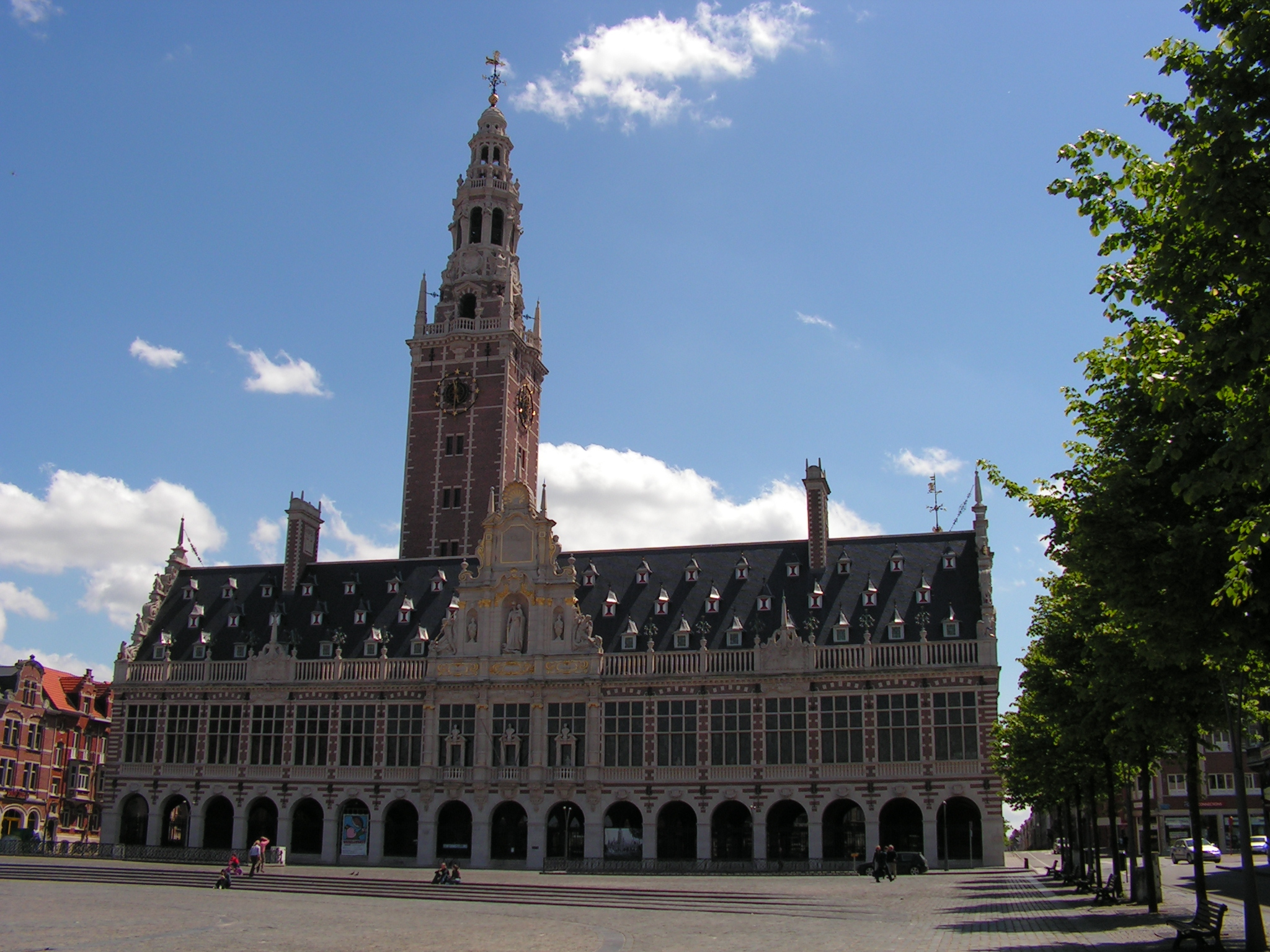
Univerzitní knihovna
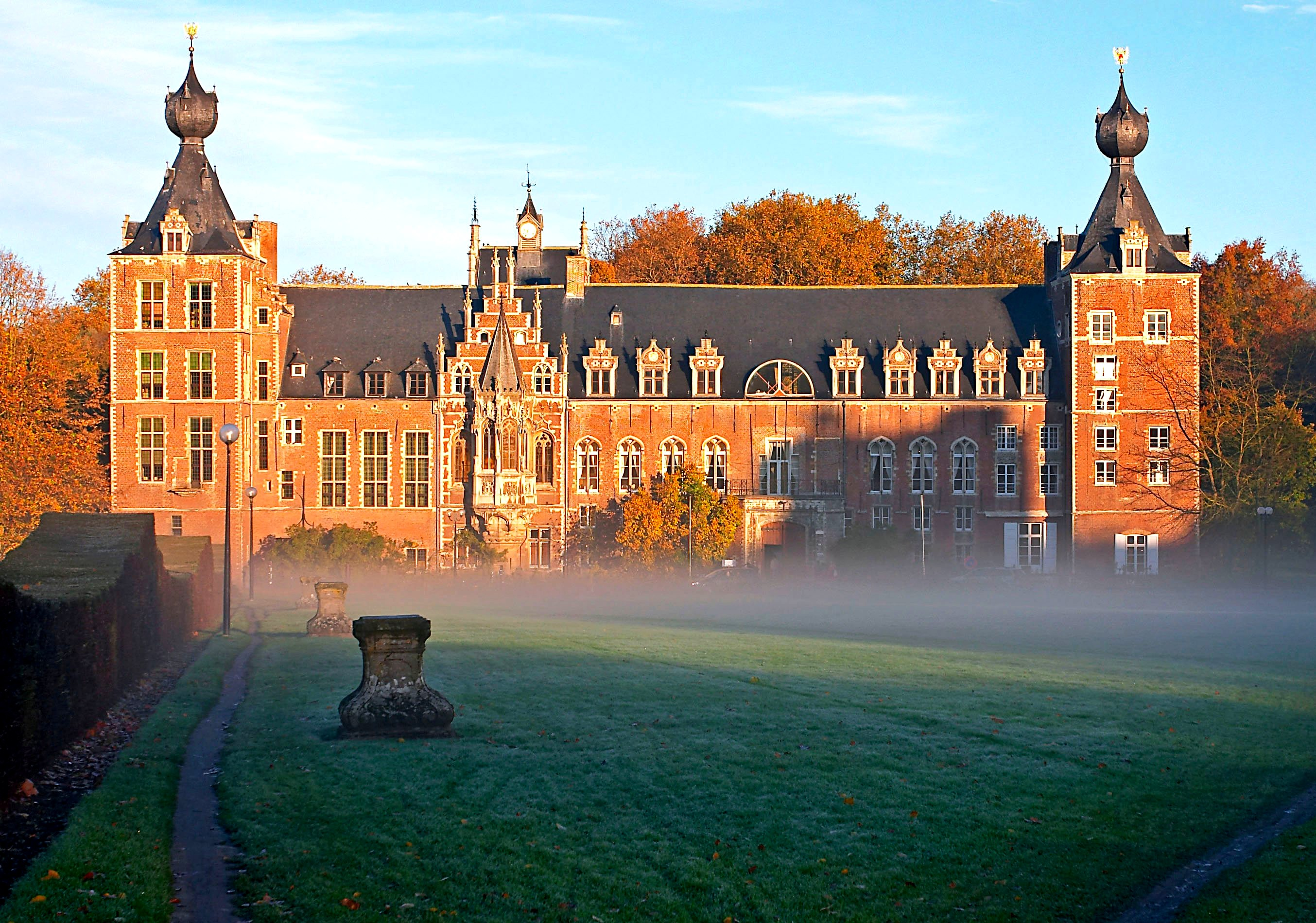
Hrad Arenberg